# Muertes en la carrera espacial

## Laika
Laika fue el primer ser vivo que completó un vuelo orbital. Laika fue recogida en las calles de Moscú, junto a otros perros.
Los animales fueron entrenados para resistir encerrados en habitáculos pequeños, con aceleración, ruidos y vibraciones.
Fue lanzada con el Sputnik 2 el 3 de noviembre de 1957. La nave no disponía de sistema de regreso a la Tierra, por lo que estaba condenada a morir en el espacio. En un primer momento se dijo que la perra había muerto envenenada de forma controlada, aunque la verdadera causa de la muerte no fue revelada sino hasta décadas después del vuelo (2002). Ésta fue, probablemente, una combinación del estrés sufrido y el sobrecalentamiento ocasionado tal vez por un desperfecto del sistema de control térmico de la nave. Aunque Laika no sobrevivió al viaje, su experiencia demostró que era posible que un organismo soportase las condiciones de microgravedad, abriendo camino así a la participación humana en vuelos espaciales. Tras Laika, no se volvió a lanzar otro ingenio sin un sistema que asegurase el regreso del animal, aunque de los doce perros que la URSS envió en total al espacio solo cinco llegarían vivos de vuelta a la Tierra.

## Valentín Bondarenko
Estaba casado y tenía un hijo. Los hechos se produjeron el 23 de marzo de 1961 cuando realizaba una prueba de resistencia en una cabina de presión que contenía oxígeno puro. Bondarenko dejó caer un paño con alcohol sobre una placa calentadora y se produjo el incendio. Murió en el hospital como consecuencia de las quemaduras. Se especula que el conocimiento del accidente, que se reveló en los años 1980, habría evitado la muerte de los tripulantes del Apolo 1.[cita requerida]

## Apolo 1

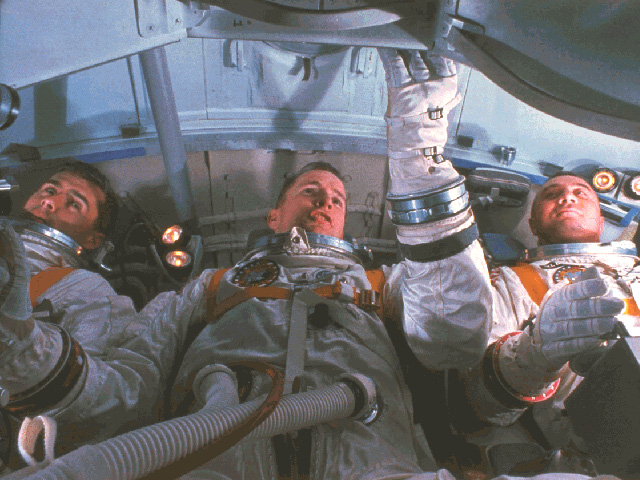
De izquierda a derecha, Roger Chaffee, Ed White y Gus Grissom durante un entrenamiento

Un incendio en la cápsula espacial durante una simulación de lanzamiento costó la vida a los astronautas Gus Grissom, Ed White y Roger Chaffee el 27 de enero de 1967. Debido a la atmósfera presurizada de oxígeno puro, el fuego se extendió muy rápidamente, casi de forma explosiva, y mató a los astronautas en solo 17 segundos. La falta de un sistema de escape de emergencia en la escotilla de la cápsula contribuyó en parte al desastre. Tras este suceso, la NASA tuvo que rediseñar casi por completo la nave Apolo antes de poder garantizar su uso para misiones tripuladas.

## Soyuz 1

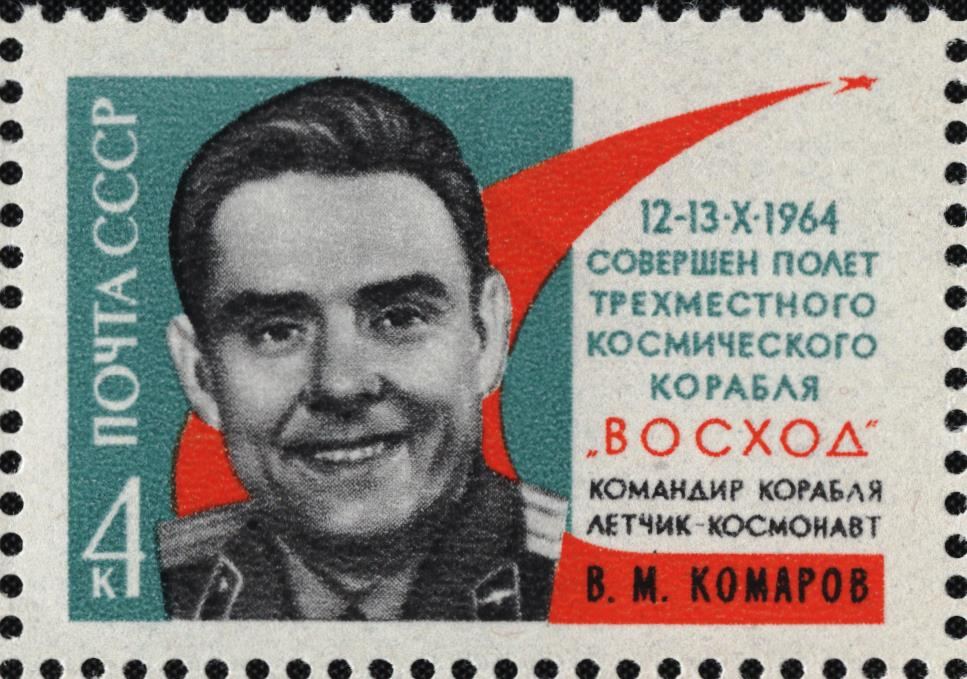
Sello postal de la URSS de 1964 homenajeando a Vladímir Mijáilovich Komarov.

El coronel Vladímir Mijáilovich Komarov era el único tripulante de la Soyuz 1 (en ruso Союз 1, Unión 1)  el primer vuelo tripulado de una nueva serie de naves espaciales de la Unión Soviética. El vuelo, lanzado el 23 de abril de 1967, presentó numerosos problemas técnicos, y finalizó al día siguiente cuando la nave se estrelló en su regreso a la Tierra. La causa del accidente fue un fallo del paracaídas. 
La muerte de Komarov fue la primera producida en un accidente en vuelo de la historia de la carrera espacial.

## Soyuz 11

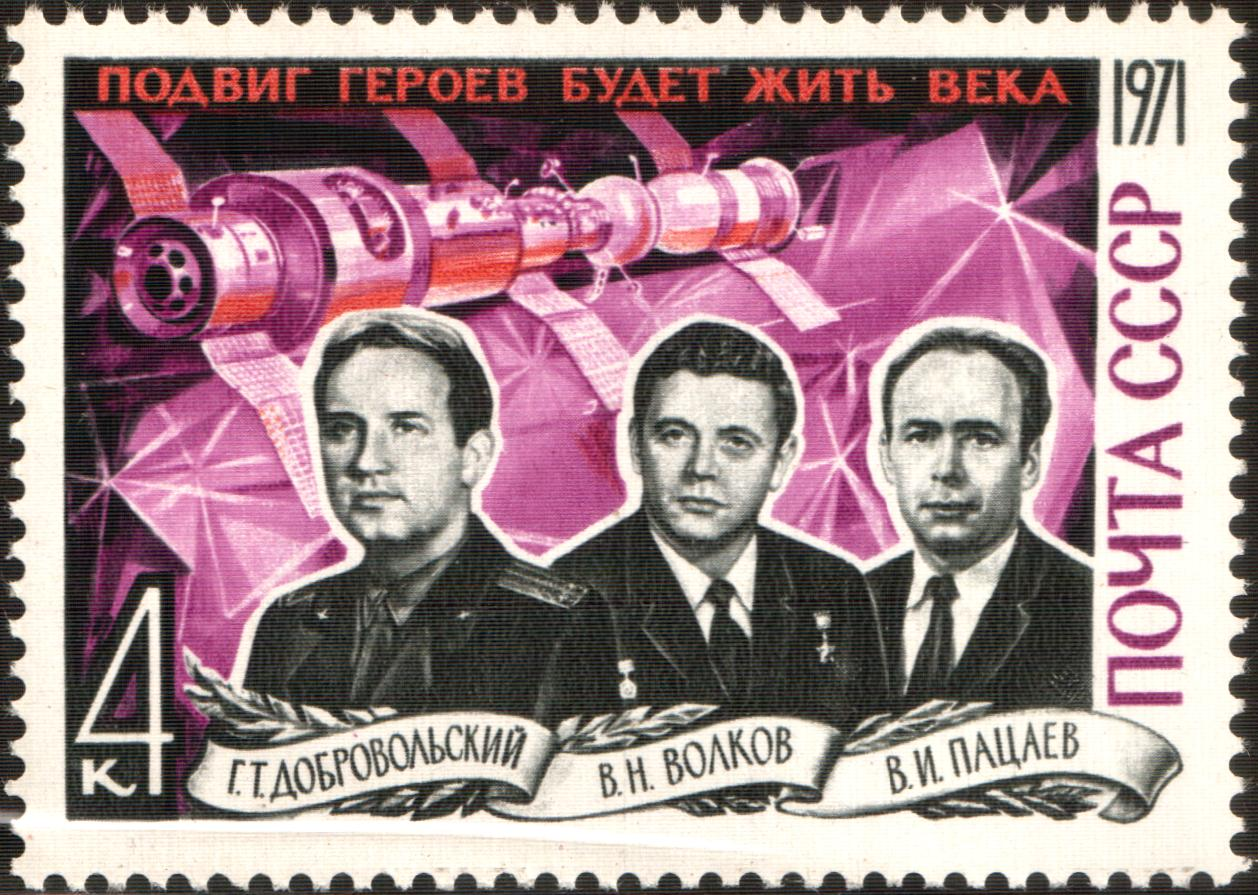
Sello de la URSS de 1971 homenajeando los cosmonautas fallecidos Gueorgui Dobrovolski (izquierda), Vladislav Vólkov (centro) y Viktor Patsayev (derecha).

Ocurrió el 30 de junio de 1971. La Soyuz 11 fue la primera misión espacial tripulada en habitar una estación espacial (la Salyut 1). Iba tripulada por Gueorgui Dobrovolski, Viktor Patsayev y Vladislav Vólkov. Se lanzó el 6 de junio de 1971. La tripulación murió durante el regreso a Tierra, debido a un escape de aire en la cápsula, accidente que produjo la muerte de los cosmonautas por asfixia dado que carecían de trajes espaciales.

## Transbordador espacial Challenger

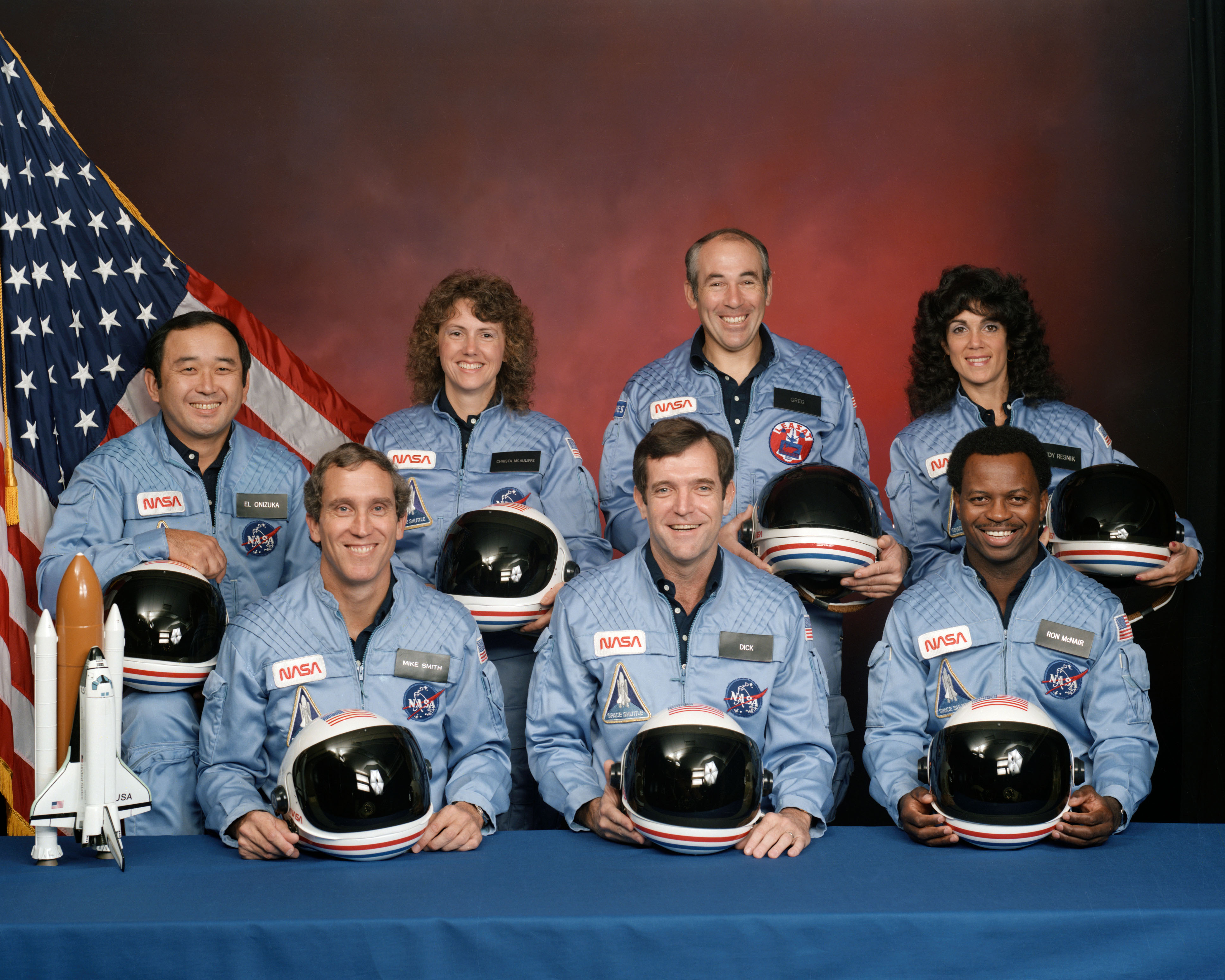
De izquierda a derecha. Fila delantera: Michael J. Smith, Francis "Dick" Scobee y Ronald McNair. Fila trasera: Ellison Onizuka, Christa Corrigan McAuliffe, Gregory Jarvis y Judith Resnik.

El transbordador Challenger, activo desde 1983, se desintegró a los 73 segundos de su despegue el 28 de enero de 1986. La cabina resultó intacta y cayó al océano. Todos murieron. La tripulación estaba formada por Francis "Dick" Scobee, Michael J. Smith, Ronald McNair, Ellison Onizuka, Gregory Jarvis, Judith Resnik y Christa Corrigan McAuliffe.

## Transbordador espacial Columbia

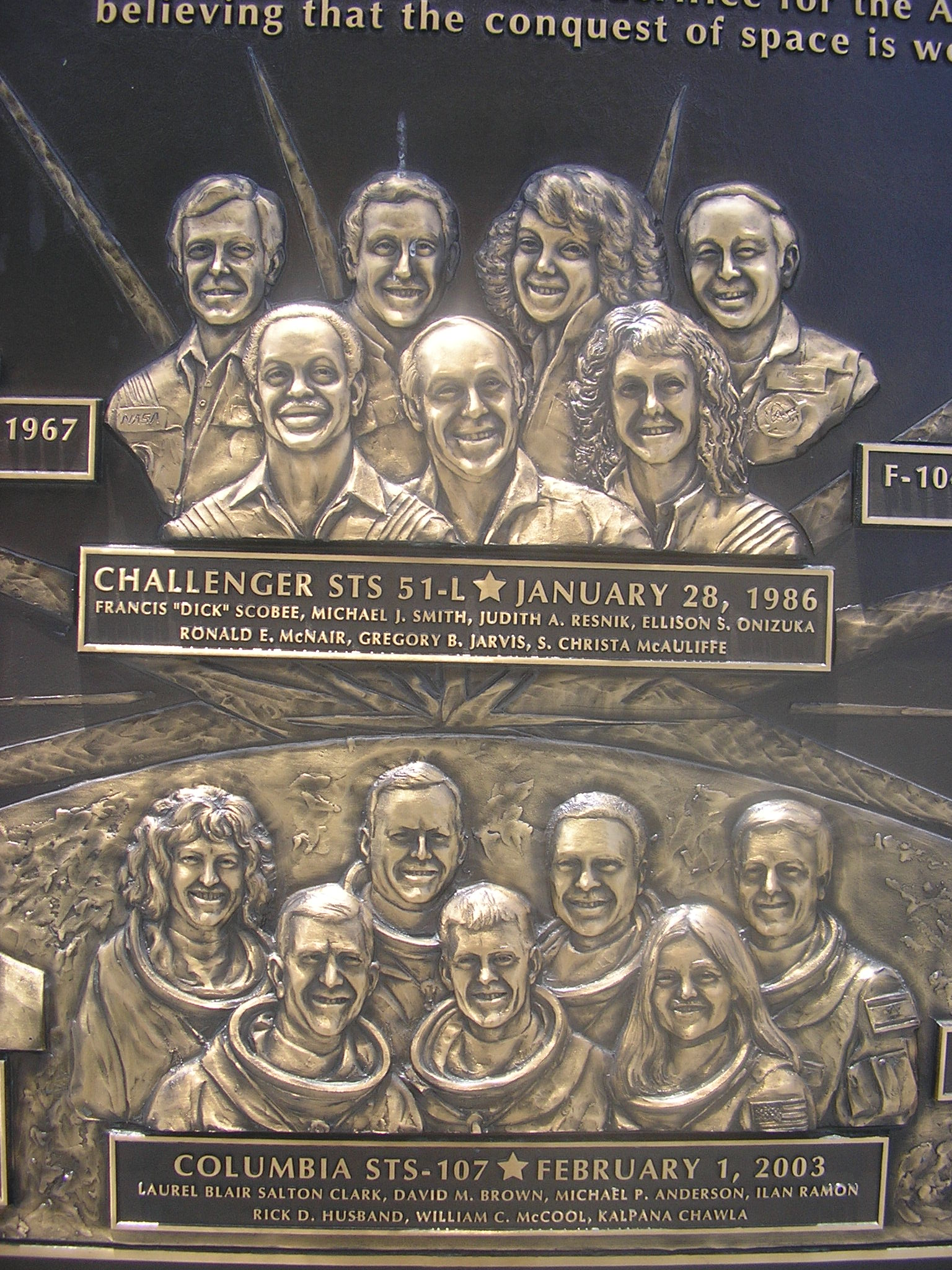
Placa de las tripulaciones del Challenger (arriba) y Columbia (abajo) en el Centro Espacial Kennedy

La nave se desintegró cuando efectuaba la reentrada atmosférica sobre Texas el 1 de febrero de 2003. La causa del accidente fue que el aislante térmico se había dañado durante el despegue. Todos murieron. La tripulación estaba formada por: Rick Husband, William McCool, Michael P. Anderson, Ilan Ramon, Kalpana Chawla, David McDowell Brown, Laurel Clark.

## VSS Enterprise

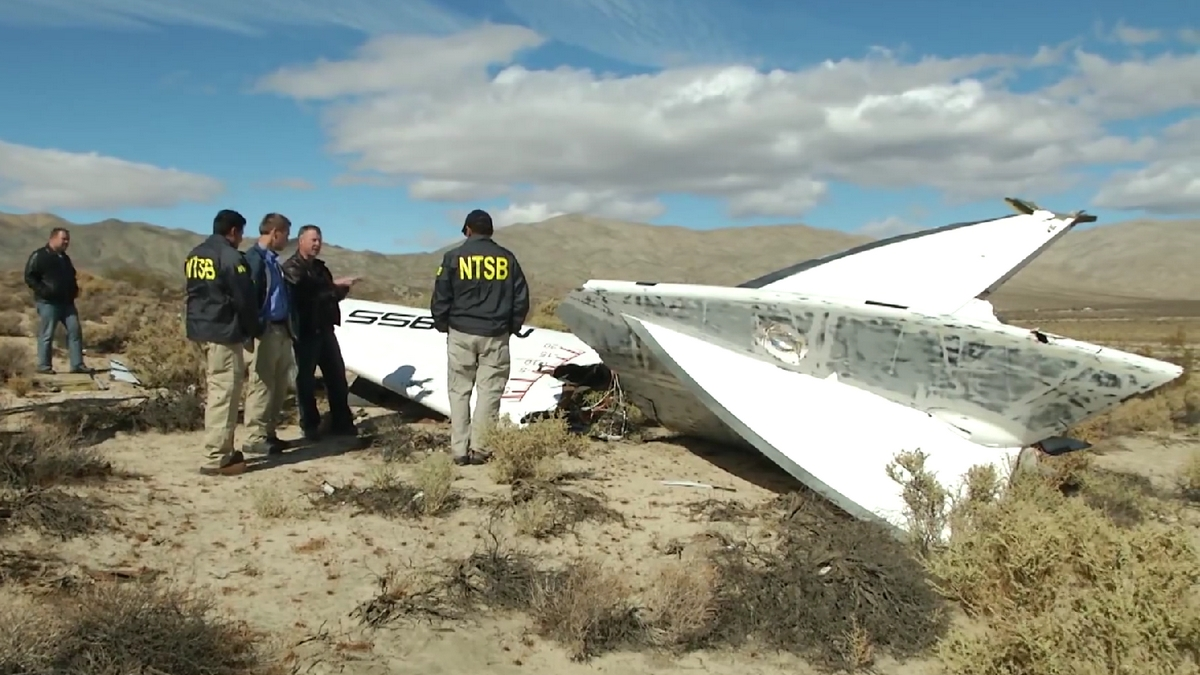
Agentes de la NTSB investigando los restos del VSS Enterprise

El 31 de octubre de 2014. La nave experimental VSS Enterprise se desintegró mientras estaba realizando un vuelo de prueba para probar su nuevo motor de cohete híbrido. La causa del accidente fue que el copiloto Michael Alsbury desplegó el sistema de plumas demasiado pronto, esto, incluyendo un fallo de diseño en la nave, causó la desintegración violenta de la nave, matando al copiloto Alsbury y dejando malherido al piloto Peter Siebold.

## Tabla cronológica
Desde su inicio hasta 2014, hubo 23 bajas de cosmonautas y astronautas en los programas espaciales soviético (actual ruso),  estadounidense y privados. La lista siguiente muestra los nombres de esos exploradores que perdieron sus vidas, el año y las misiones en las cuales participaban. Debe aclararse que las cuatro primeras muertes y la última de la lista se corresponden a accidentes en tierra durante el período de entrenamiento y pruebas, no a misiones espaciales propiamente dichas.
| 1961 | Valentín Bondarenko (Валентин Бондаренко)               | Programa Vostok  |
| 1967 | Virgil "Gus" Ivan Grissom                               | Apollo 1         |
| 1967 | Edward Higgins White II                                 | Apollo 1         |
| 1967 | Roger Bruce Chaffee                                     | Apollo 1         |
| 1967 | Vladímir Komarov (Владимир Михайлович Комаров)          | Soyuz 1          |
| 1971 | Gueorgui Dobrovolski (Георгий Тимофеевич Добровольский) | Soyuz 11         |
| 1971 | Vladislav Vólkov (Владислав Николаевич Волков)          | Soyuz 11         |
| 1971 | Viktor Patsayev (Виктор Иванович, Пацаев)               | Soyuz 11         |
| 1986 | Francis "Dick" Scobee                                   | Challenger 51-L  |
| 1986 | Michael Smith                                           | Challenger 51-L  |
| 1986 | Ellison Onizuka                                         | Challenger 51-L  |
| 1986 | Ronald McNair                                           | Challenger 51-L  |
| 1986 | Gregory Jarvis                                          | Challenger 51-L  |
| 1986 | Christa Corrigan McAuliffe                              | Challenger 51-L  |
| 1986 | Judith Resnik                                           | Challenger 51-L  |
| 2003 | Rick Husband                                            | Columbia STS-107 |
| 2003 | William McCool                                          | Columbia STS-107 |
| 2003 | David McDowell Brown                                    | Columbia STS-107 |
| 2003 | Kalpana Chawla                                          | Columbia STS-107 |
| 2003 | Michael P. Anderson                                     | Columbia STS-107 |
| 2003 | Laurel Clark                                            | Columbia STS-107 |
| 2003 | Ilan Ramon (אילן רמון)                                  | Columbia STS-107 |
| 2014 | Michael Alsbury                                         | VSS Enterprise   |